# Canal U (Colombia)
El Canal Universitario de Antioquia (conocido como Canal U) fue un canal de televisión abierta colombiano enfocado hacia el público universitario. Su sede estaba en la ciudad colombiana de Medellín y desde el 4 de agosto de 1999, producía y emitía televisión académica, científica, investigativa y cultural.

## Historia
El Canal U presentó formalmente la solicitud para transmitir dentro de una frecuencia de televisión ante la Comisión Nacional de Televisión de Colombia el 10 de diciembre de 1997. La licencia fue aprobada en junio de 1998 y adjudicada al canal para transmitir en el Valle de Aburrá. El 20 de mayo de 1999, el canal empezó a transmitir en señal de pruebas y, el 4 de agosto del mismo año, inició sus emisiones de manera oficial.
En agosto de 2000, el canal organizó un concierto de rock por su primer aniversario, el cual reunió a más de 8 mil jóvenes, así como también realizó la «Carrera Atlética Canal U» con participación de mil corredores. Cada aniversario el número de inscripciones aumenta en un promedio de 500 corredores. 
En abril de 2013, Canal U relanza su imagen corporativa, así como nueva programación, nuevo paquete de gráficas y nuevo eslogan.